# Джексон (округ, Арканзас)
Шаблон:StateAbbr_ 35°35′38″ пн. ш. 91°11′37″ зх. д. / 35.593888888889° пн. ш. 91.193611111111° зх. д.
Округ Джексон (англ. Jackson County) — округ (графство) у штаті Арканзас. Ідентифікатор округу 05067.

## Історія
Округ утворений 1829 року.

## Демографія
За даними перепису
2000 року
загальне населення округу становило 18418 осіб, зокрема міського населення було 7062, а сільського — 11356.
Серед мешканців округу чоловіків було 8787, а жінок — 9631. В окрузі було 6971 домогосподарство, 4830 родин, які мешкали в 7956 будинках.
Середній розмір родини становив 2,92.
Віковий розподіл населення поданий у таблиці:
| Стать    | До 15 років | 15-21 | 22-29 | 30-39 | 40-49 | 50-65 | 65-85 | Понад 85 |
| -------- | ----------- | ----- | ----- | ----- | ----- | ----- | ----- | -------- |
| Чоловіки | 1704        | 1251  | 934   | 1032  | 1160  | 1511  | 1084  | 111      |
| Жінки    | 1625        | 811   | 890   | 1404  | 1400  | 1653  | 1560  | 288      |

## Суміжні округи
- Лоуренс — північ
- Крейггед — північний схід
- Пойнсетт — схід
- Кросс — південний схід
- Вудрафф — південь
- Вайт — південний захід
- Індепенденс — захід

## Виноски
1. ↑  U.S. Decennial Census. United States Census Bureau. Архів оригіналу за 26 квітня 2015. Процитовано 26 серпня 2015.
2. ↑  Historical Census Browser. University of Virginia Library. Архів оригіналу за 11 серпня 2012. Процитовано 26 серпня 2015.
3. ↑  Forstall, Richard L., ред. (27 березня 1995). Population of Counties by Decennial Census: 1900 to 1990. United States Census Bureau. Архів оригіналу за 24 вересня 2015. Процитовано 26 серпня 2015.
4. ↑  Census 2000 PHC-T-4. Ranking Tables for Counties: 1990 and 2000 (PDF). United States Census Bureau. 2 квітня 2001. Архів оригіналу (PDF) за 18 грудня 2014. Процитовано 26 серпня 2015.
5. ↑  QuickFacts. United States Census Bureau. 23 квітня 2016. Процитовано 23 квітня 2016.
6. ↑  American FactFinder. Бюро перепису населення США. Архів оригіналу за 21 травня 2008. Процитовано 31 січня 2008.

| США | Це незавершена стаття з географії США. Ви можете допомогти проєкту, виправивши або дописавши її. |